# Алтен (город)
Алтен (нидерл. Aalten) — город в провинции Гелдерланд (Нидерланды), административный центр общины Алтен.

## История
Первые поселения в этих местах существовали уже в VI веке, но деревня Алтен появилась во второй половине VIII века. В документе от 1152 года упоминается местный церковный приход. В 1811 году Алтен был выделен в отдельную общину. В XIX веке начался бурный рост города, связанный с развитием здесь текстильной промышленности.

## География
Город Алтен расположен непосредственно на границе с Германией. Через него проходит железнодорожная линия, соединяющая Арнем с Винтерсвейком. Непосредственным соседом Алтена на востоке является немецкий город Бохольт.

## Интересные факты
Одним из наиболее известных граждан Алтена является Ангус Янг, гитарист рок-группы AC/DC, купивший в городке дом.